# La quimera de l'or
La quimera de l'or (títol original en anglès The Gold Rush) és una pel·lícula estatunidenca de cinema mut dirigida per Charles Chaplin, estrenada el 26 de juny del 1925. Va ser reestrenada el 1942, amb una narració en off del mateix Chaplin i un acompanyament musical que li va valer una nominació a l'Oscar a la millor banda sonora, juntament al de millor so. Ha estat subtitulada al català.
En diverses ocasions el director va declarar que aquesta era la pel·lícula per la qual preferia ser recordat. A la seva autobiografia afirma que per l'argument de la pel·lícula es va inspirar en la història de l'expedició Donner.

## Argument[9]

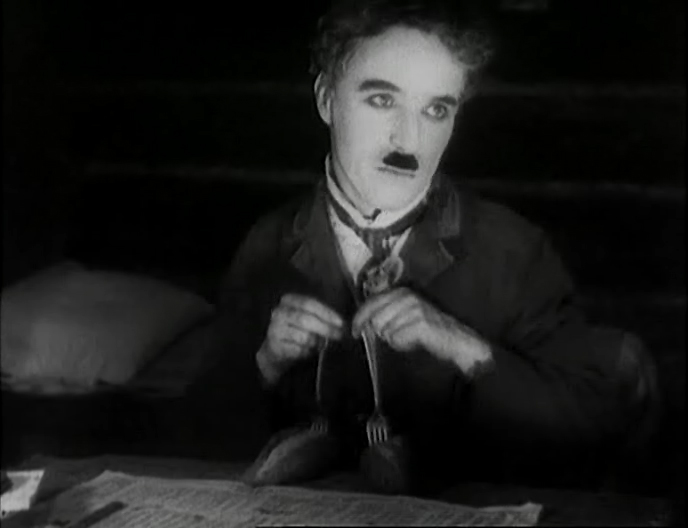
Charles Chaplin fent ballar els panets

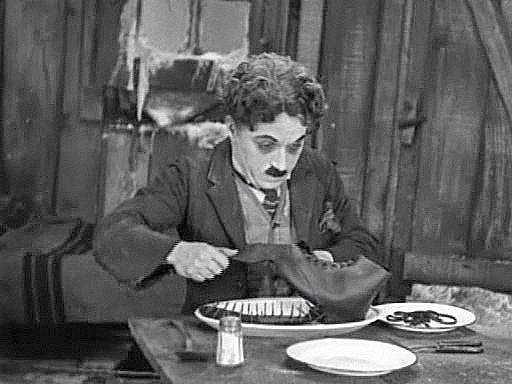
Charles Chaplin menjant-se la sabata

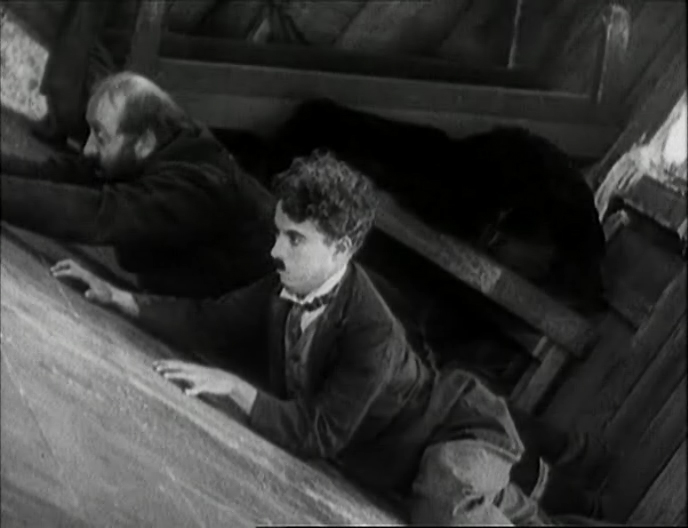
Charles Chaplin amb Mack Swain

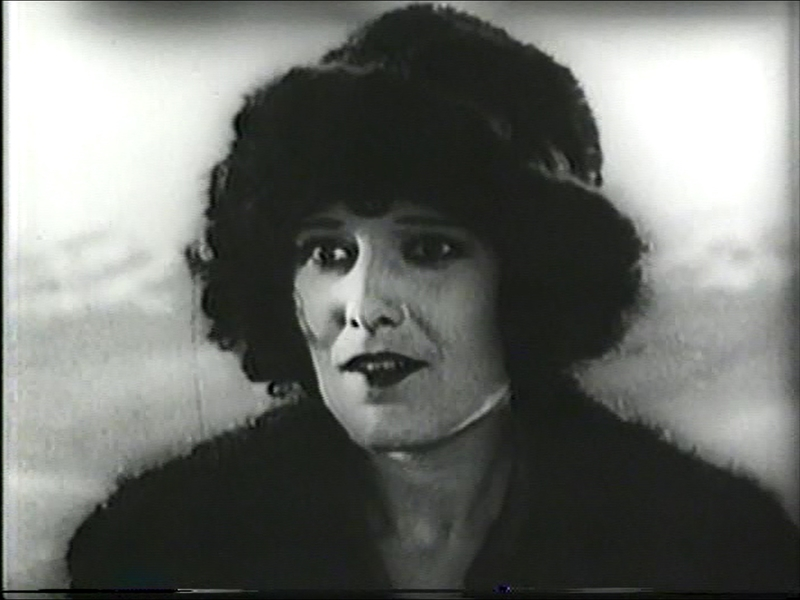
Georgia Hale

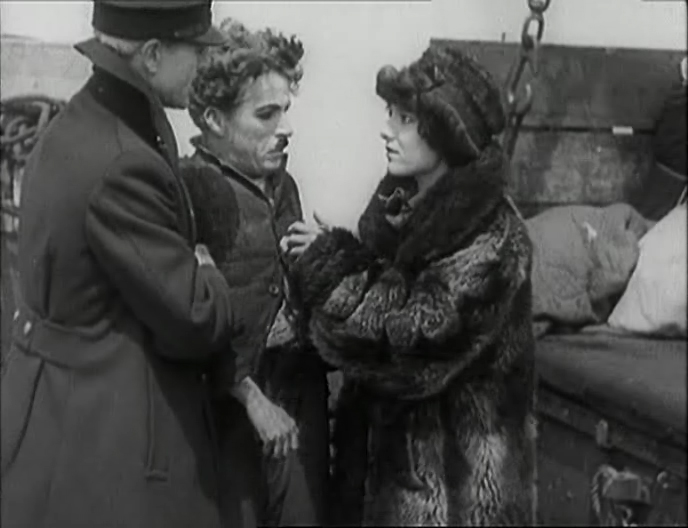
Charles Chaplin amb Georgia Hale

Charlot es troba a Klondike, atret per la febre de l'or. Hi ha una tempesta i es veu obligat a cercar aixopluc. Troba una casa aïllada a les muntanyes, habitada per Larsen, un assassí fugitiu de la justícia. Encara que Larsen tracta de fer fora el vagabund, l'huracà l'hi impedeix. A més a més, Chaplin porta un altre hoste a la cabana, Mac Kay, un home alt i gros. Després d'una baralla en la qual queda inutilitzat el rifle del fugitiu, els dos hostes aconsegueixen quedar-s'hi.
La fam els rosega, i decideixen que un d'ells sortirà a cercar menjar. L'atzar de les cartes elegeix Larsen. Uns policies el troben, ell els mata i els roba el trineu, i deixa Mac Kay i Chaplin abandonats. Tots dos sucumbeixen aviat a la fam. El vagabund prepara una de les seves sabates per menjar, mentre en Mac Kay veu visions i creu que el seu company és una gallina i tracta de cruspir-se'l. Un os, caçat quan entra a la cabanya, els treu de la fam.
Quan acaba la tempesta cadascú segueix el seu camí. En Mac Kay es dirigeix a una mina d'or que havia trobat, però un accident en el camí li fa perdre la memòria. El vagabund, per la seva banda, va al poble, i atret pels llums entra al cabaret, on coneix la bella Georgia, que decideix de ballar amb ell només per provocar gelosia a Jack Cameron, el gallet del cabaret, que la desdenya. Hi ha una baralla entre els dos homes, de la qual Charlot surt vencedor mercès a l'atzar.
Torna a la barraca, i per poder sobreviure, fingeix que està mort per tal de despertar la solidaritat de l'enginyer Hank, que el revifa i li dona menjar, i li encarrega que tingui cura de la casa mentre ell va a la recerca d'or. Mentre Georgia i les seves amigues juguen a la neu, Chaplin és víctima de les boles de neu per accident. Les noies entren a la casa i, per divertir-se amb ell, li prometen d'anar a sopar a la seva cabana la nit de cap d'any.
Prepara el sopar amb molta cura, però Georgia, que està divertint-se al cabaret, oblida la cita. El vagabund espera en va i s'adorm. Somia que està amb la Georgia, i que l'entreté amb la seva dansa dels panets, una de les escenes més recordades de Chaplin. Però és un somni, va cap al cabaret per veure Georgia, que acaba de recordar la seva cita. La noia va a la cabanya i la veu buida. Se sent trista pel vagabund i renega de Jack, que segueix prepotent com sempre.
Georgia manifesta el seu interès pel vagabund, que es torna boig de felicitat, però Mac Kay, que el cerca per recordar la ubicació de la seva mina, se l'emporta a estirades. Aconsegueixen trobar la cabanya, però a la nit el vent l'arrossega fins a un penya-segat, on la casa amb prou feines es manté en equilibri. Aconsegueixen sortir-ne vius i descobreixen que en el lloc on eren hi havia la mina d'or.
El vagabund se'n torna en vaixell, ja ric, de retorn al seu país, ho té tot... menys la Georgia. Els periodistes demanen poder retratar-lo amb la seva granota de cercador d'or. Cau dintre d'un rotlle de corda, el confonen amb un polissó i el volen expulsar del vaixell, però la Georgia, que també torna al seu país, tracta d'impedir-ho pagant-li el passatge. La resta de passatgers arreglen la situació, mentre Charlot la Georgia s'adonen que s'estimen. El fotògraf insisteix que vol fer-los una fotografia, però el petó que es fan els enamorats l'espatlla.

## Repartiment
- Charlie Chaplin (caracteritzat com a "Charlot") interpreta el cercador d'or solitari
- Georgia Hale és Georgia
- Mack Swain és Big Jim McKay
- Tom Murray és Black Larsen
- Malcolm Waite és Jack Cameron
- Henry Bergman és Hank Curtis
- Tiny Sandford és el barman (no apareix als crèdits)

## Producció
La producció de la pel·lícula va començar el 7 de febrer de 1924; juntament amb la preproducció, va durar més d'un any, i, com totes les seves cintes, es va mantenir en secret.
En un principi, l'actriu que havia de fer de Georgia era Lita Grey, amb qui el director s'havia casat l'any anterior, però finalment va ser canviada per Georgia Hale.
La pel·lícula va ser rodada a Truckee i Sierra Nevada (Califòrnia), i al Mont Lincoln (Colorado), als Estats Units, tot i que Chaplin tenia planejat de filmar al Pas de Chilkoot (Alaska).
L'any 1942 es va rellançar, afegint-hi una composició musical a càrrec de Max Terr i reeditant la pel·lícula escurçant-ne uns minuts la durada, a banda d'eliminar el petó final, fer alguns canvis subtils en algunes escenes, i també de canviar els intertítols per una narració feta pel mateix Chaplin.

## Recepció de la pel·lícula
Quan es va estrenar la pel·lícula va ser ben acollida per la crítica. Mordaunt Hall, del The New York Times va escriure:
«Aquí hi ha una comèdia amb estries de poesia, patetisme, tendresa, connectada amb brusquedat i bullícia. És la gemma excepcional de totes les pel·lícules de Chaplin, ja que té més intenció i originalitat que fins i tot obres mestres d'hilaritat com The Kid i Shoulder Arms.»
A l'exposició universal de Brussel·les de 1958 es va fer una votació, amb un jurat format majoritàriament per directors de cinema, en la qual La quimera de l'or va quedar com la segona millor pel·lícula de la història del cinema, per darrere d'El cuirassat Potemkin de Serguei Eisenstein (1925), i seguida de El lladre de bicicletes (Vittorio de Sica, 1948), La Passion de Jeanne d'Arc (Carl Theodor Dreyer, 1928), La Grande illusion (Jean Renoir, 1937), Greed (Erich von Stroheim, 1924), Intolerance: Love's Struggle Throughout the Ages (D. W. Griffith, 1916), La mare (Vsèvolod Pudovkin, 1926), Ciutadà Kane (Orson Welles, 1941), Zemlya (Oleksandr Dovjenko, 1930), Der letzte Mann (F. W. Murnau, 1924) i El gabinet del Dr. Caligari (Robert Wiene, 1919).
El 1992, el National Film Registry de la Biblioteca del Congrés dels Estats Units la va seleccionar per a la seva preservació degut al seu interès cultural, històric o estètic.
Al web Rotten Tomatoes gaudeix d'un 100% al tomatòmetre, mentre que l'audiència li atorga un 93%.

## Premis i nominacions
Premis
- 1927: Kinema Junpo a la millor pel·lícula en llengua estrangera per Charles Chaplin[16]
- 1991: National Film Registry de la Biblioteca del Congrés dels Estats Units[10]
- 1998: Greatest American Movies de l'American Film Institute[10]

Nominacions
- 1943: Oscar a la millor banda sonora per Max Terr[5]
- 1943: Oscar al millor so per James Fields[5]